# Susan Still-Kilrain
Susan Leigh Still-Kilrain (Augusta, 24 oktober 1961) is een Amerikaans voormalig ruimtevaarder. Kilrain haar eerste missie was STS-83 met de spaceshuttle Columbia en vond plaats op 4 april 1997. De missie zou 15 dagen duren, maar werd verkort door een probleem met een brandstofcel van de spaceshuttle en landde daarom na 3 dagen.
Kilrain maakte deel uit van NASA Astronautengroep 15. Deze groep van 19 ruimtevaarders begon hun training in 1994 en had als bijnaam The Flying Escargot.
In totaal heeft Kilrain twee ruimtevluchten op haar naam staan. In 2002 verliet zij NASA en ging zij als astronaut met pensioen. 